# Justas
Las Justas es el nombre urbano a cual se le llama los eventos deportivos celebrados una vez al año en la Ciudad de Ponce o Mayagüez, Puerto Rico. 

El nombre como tal es Justas de la Liga Atlética Universitaria.
 Es una semana deportiva en el mes de abril donde compiten diferentes universidades en Puerto Rico. Aparte de ser un evento deportivo, las Justas se han convertido en un evento que muchas empresas utilizan para promocionar sus productos y las estaciones de radio principales en la isla llevan su propia tarima. En las noches se convierte en un festival de música trayendo mayormente artistas del Patio. Las Justas comenzaron en 1982 y hasta el día de hoy es uno de los eventos más visitados por los jóvenes de la isla.